# دويجو أثينا
دويجو أثينا (بالتركية: Duygu Asena)‏ (ولدت في 19 أبريل عام 1946م وتوفيت في 30 يوليو عام 2006م) صحفية تركية وكاتبة. ولدت دويجو أثينا في إسطنبول وتعد حفيدة علي شوكت أوندرسيف مساعد أتاتورك والنائب السابق بحزب الشعب الجمهوري. عقب تلقي دويجو أثينا للتعليم الثانوي بكلية البنات الخاصة بكاديكوي تلقت التعليم الجامعي بقسم التربية بجامعة إسطنبول. بدأت دويجو أثينا حياتها العملية كمعلمة، وعملت دويجو في عيادة الأطفال بمستشفى «خاصيكي» وعملت أيضاً في منازل للأطفال. نشرت دويجو أول مقالة لها بالجريدة في ملحق «فراش» بصحيفة الحرية في عام 1972. منذ ذلك الوقت كانت تعمل كصحفية ومديرة في عدة مجلات وصحف متنوعة. وفي أعوام (1992 – 1997) أعدت وقدمت برنامجاً بعنوان «ثم بعد» على شاشة قناة «تي أر تي 2» التلفزيونية.
واصلت دويجو أثينا الكتابة بجانب مهنة الصحافة. نشرت أول كتاب لها بعنوان «لا يوجد اسم لإمرأة». حُظر الكتاب في عام 1988م وذلك لأنه فاحش وبذئ. ثم سُمح لها بنشر الكتاب مرة أخرى إثر الدعوى التي دامت طويلاً. عقب ذلك في العام نفسه رشحها المخرج عاطف يلماز لفيلم سينمائي. تُعرف دويجو أثينا بأنها كاتبة نسوية وذلك بسبب المواضيع المذكورة في مقالاتها وكتبها.
توفت دويجو أثينا في 30 يوليو عام 2006م في مستشفى «مؤسسة وهبي كوتش» الأمريكية حيث تلقت العلاج بها إثر إصابتها بأورام المخ.

## كتبها
- المحطم، 2004م
- لا يقال يرحل حبي، 2003م
- أنت حر طليق في الواقع، 2001م
- كان هناك حب في المرآه، 1997م
- لا يوجد شيئاً يتغير، 1994م
- الأبطال دائماً، 1992م
- في الواقع لا يوجد حب، 1989م
- لا يوجد اسم لإمرأة، 1987م

## وصلات خارجية
- دويجو أثينا على موقع IMDb (الإنجليزية)
- دويجو أثينا على موقع قاعدة بيانات الفيلم (الإنجليزية)

- www.dogankitap.com
- مقال أحمد ألتان بالعمود في 12 أغسطس عام 2006
- www.radikal.com.tr
- www.milliyet.com.tr